# Cinque Torri
Cinque Torri je 2361 m vysoký skalní útvar v Dolomitech nalézající se nad průsmykem Falzarego nedaleko města Cortina d'Ampezzo.
Cinque Torri se skládá z pěti strmých věží, které původně tvořily jeden velký balvan. Pět hlavních věží je pojmenovaných Torre Grande, Torre seconda, Torre Latina, Torre Quarta a Torre Inglese. Nejvyšší z nich je 2361 m vysoká Torre Grande, mající kromě hlavního vrcholu Cima Nord i vedlejší vrcholy Cima Sud a Cima Ovest. Na začátku června 2004 se strmý, 50 m vysoký skalnatý vrchol s názvem Trephor zhroutil kvůli přirozené erozi.
Cinque Torri jsou oblíbenou destinací pro turisty a horolezce, kterým nabízí četné trasy od III. stupně obtížnosti UIAA. V okolí se nalézá několik horských chat, například Rifugio Cinque Torri (2137 m), a Rifugio Scoiattoli (2255 m).

## První světová válka
V bezprostředním okolí skalního útvaru se nalézá část rozsáhlého skanzenu s rekonstruovanými italskými ubikacemi a palebnými pozicemi (pro 210 mm děla a horské kanony) připomínajícími boje na italské frontě probíhající během první světové války pod Cinque Torri mezi Rakouskem a Itálií. Na sousedním vrcholu Monte Averau měli italové pozorovatelnu, další opevnění měli v údolí směrem od obce Andraz k Sasso di Stria. Rakousko-uherské jednotky byly opevněné na protější hoře Sasso di Stria (včetně tunelu se střílnami a rozsáhlých zákopů na hřebenu), mezi průsmyky Falzarego a Valparola (pevnost Tre Sassi a zákopy), a na hoře Lagazuoi, do které se od východu od Col dei Bos prokopávali 600 m zdola nahoru tunely Italové až do roku 1917. V celém okolí je množství zákopů a skalních bloků s vyvrtanými místnostmi a střílnami, celé opevnění však pokračovalo desítky kilometrů po obou stranách na celé tehdejší hranici.

## Galerie

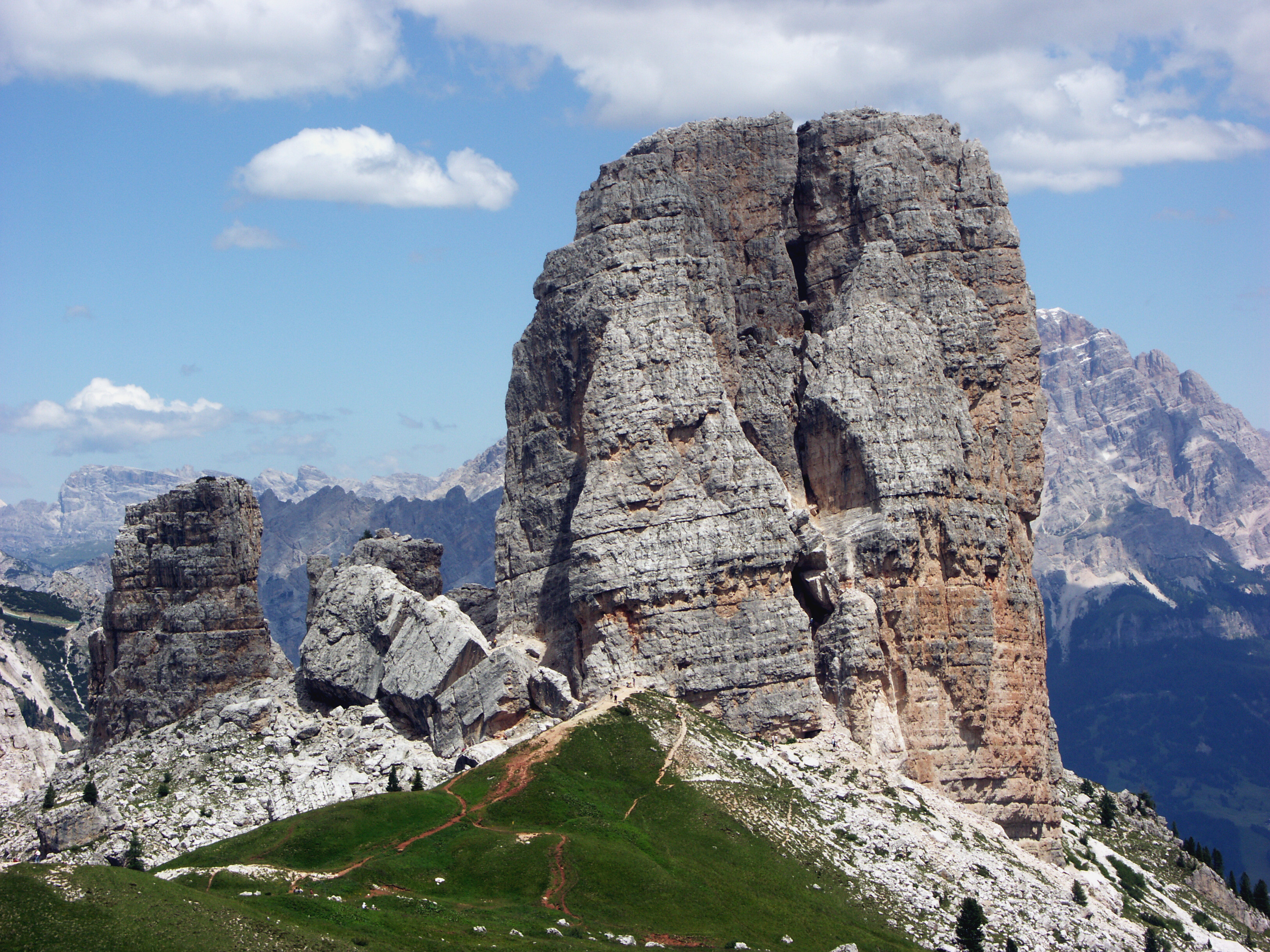
Torre Grande od západu: vpředu Cima Ovest, dále Cima Nord (vlevo) a Cima Sud
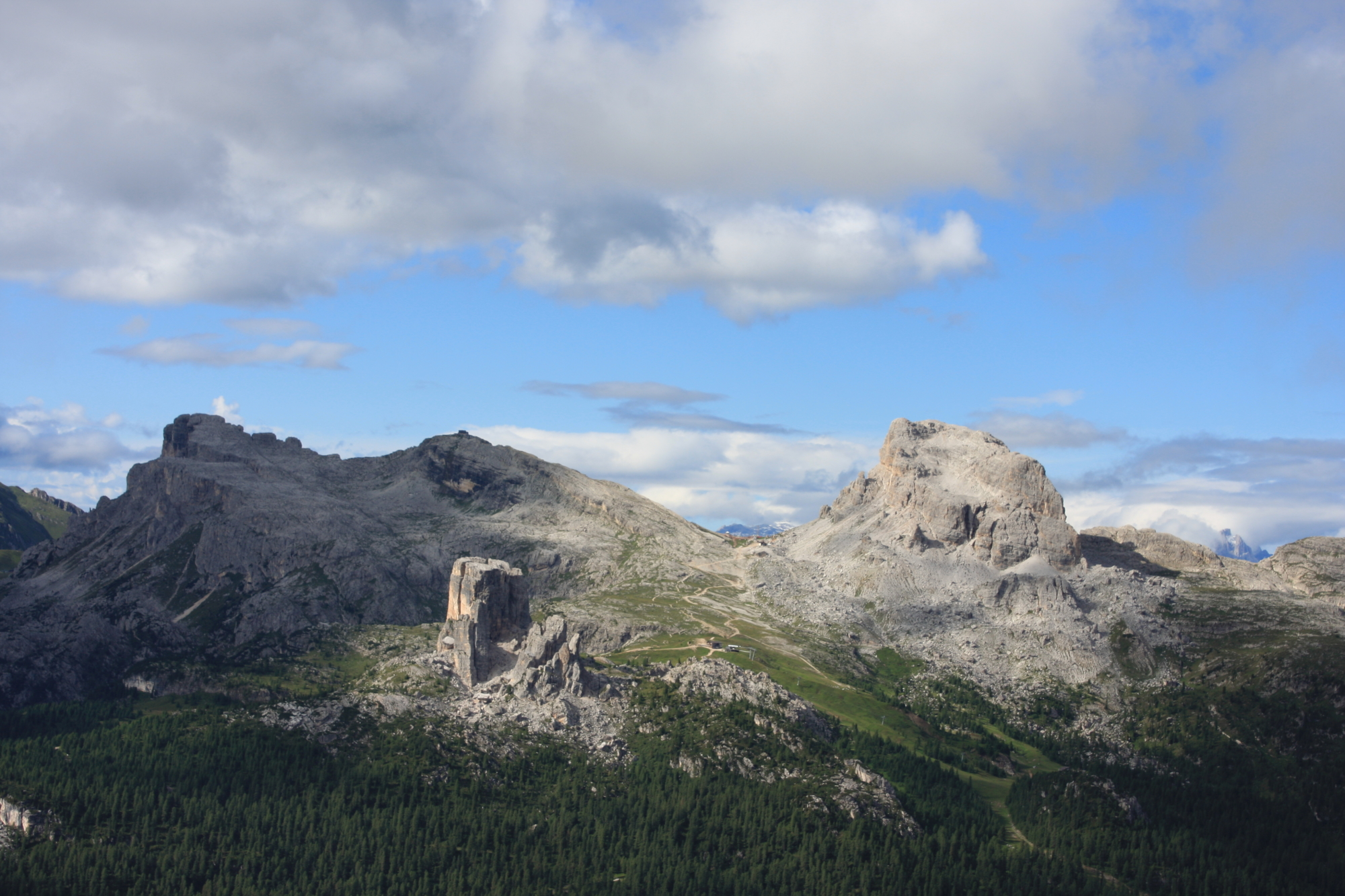
Cinque Torri (ve středu) s Ra Gusela und Nuvolau (vlevo) a Averau (vpravo)
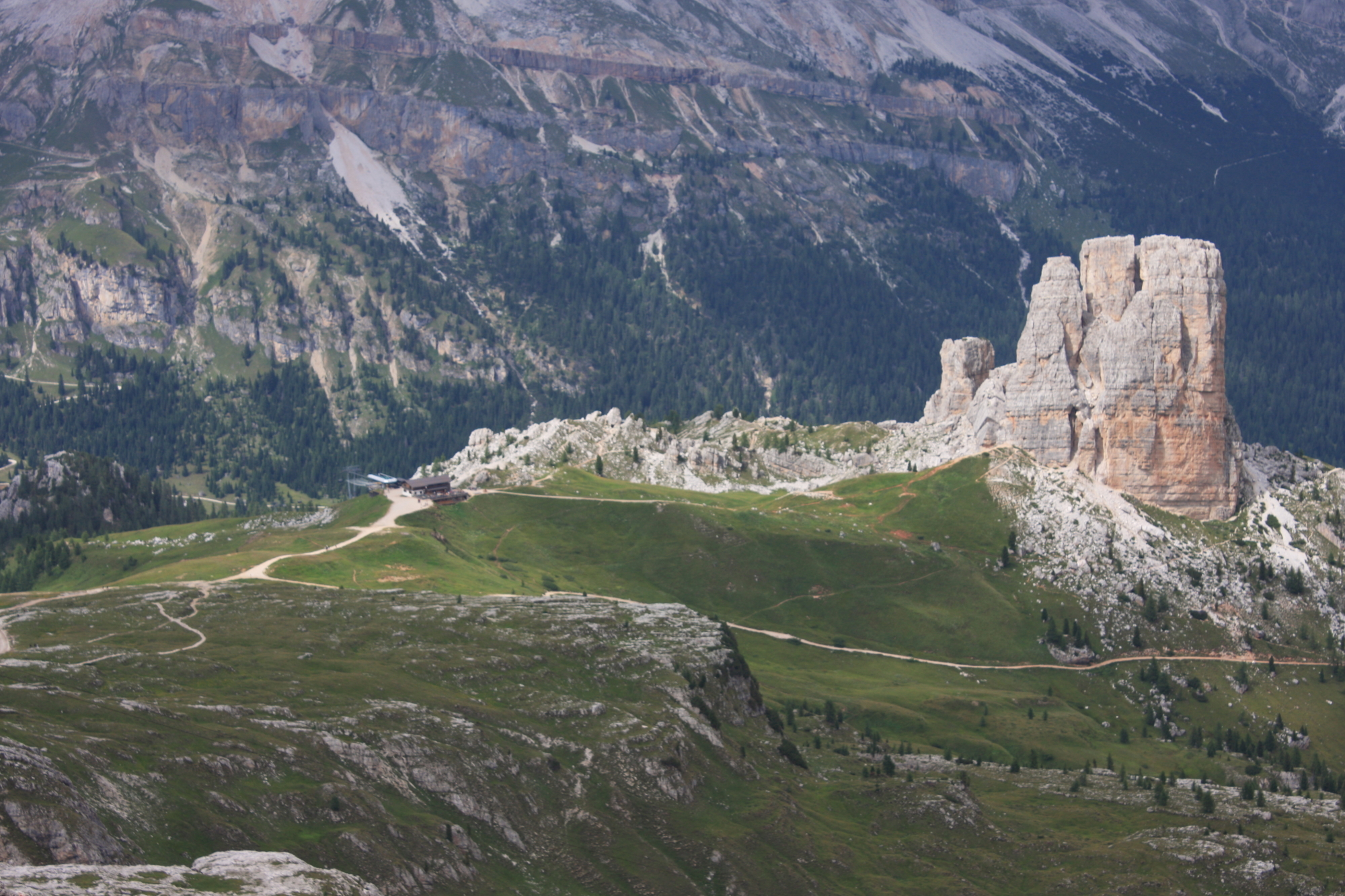
Cinque Torri (vpravo) od Rif. Nuvolau
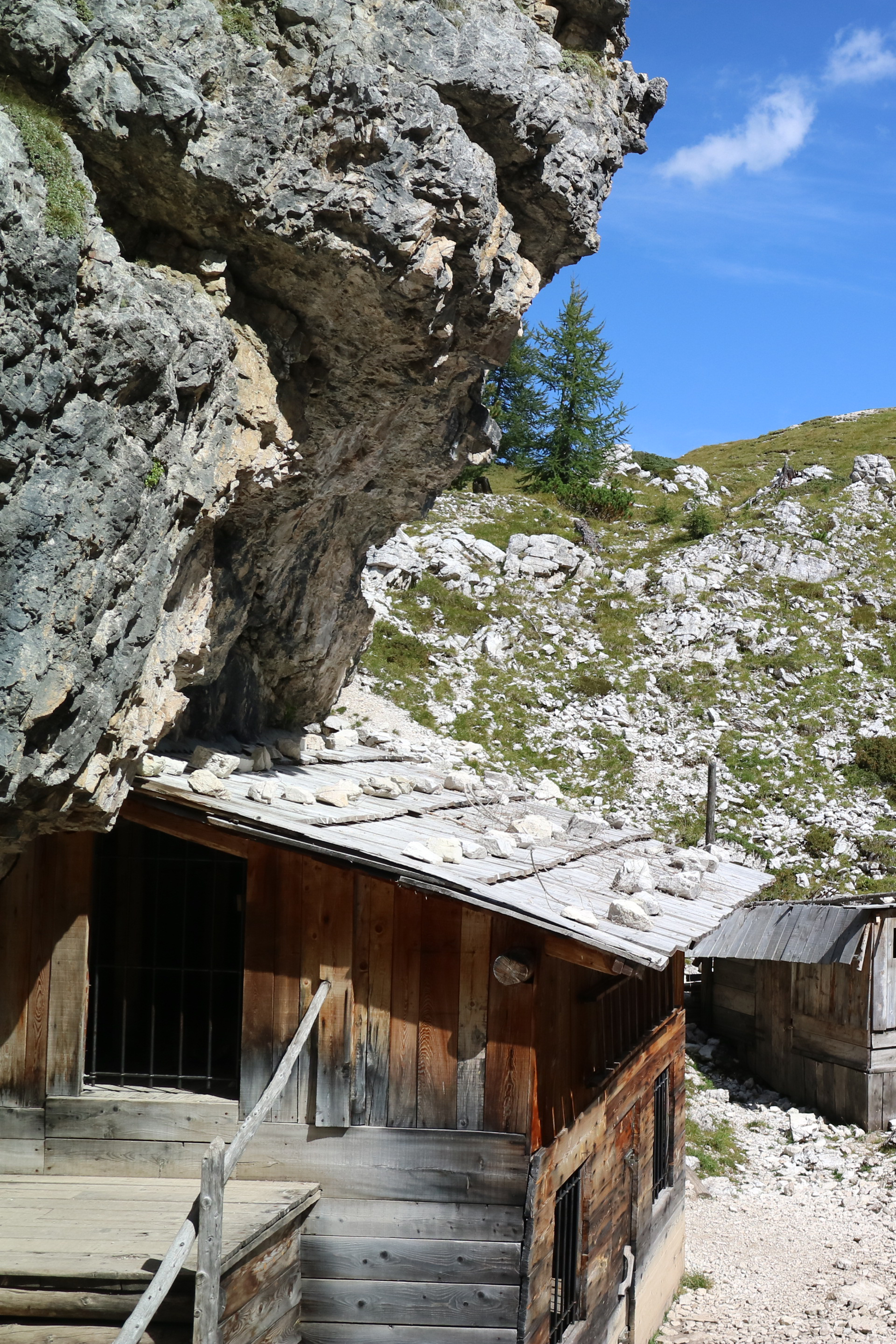
Rekonstruovaná ubikace ve skanzenu první světové války pod Cinque Torri